# Tilka Blaha
Tilka Blaha, slovenska družbenopolitična delavka, * 27. februar 1925, Zgornje Gameljne, † 2016.

## Življenje in delo
Narodnoosvobodilni borbi se je pridružila 1943, ko je postala tudi članica Skoja in kasneje Komunistične partije Slovenije. Leta 1944 jo je gestapo aretiral in poslana je bila v taborišče Aichach v Tretji rajh. Po koncu vojne je delala na področju ljudske oblasti, bila je članica centralnega komiteja Ljudske mladine Slovenije (1947-1956) odgovorna za delo osnovnošolske in srednješolske mladine. Diplomirala je 1964 na ljubljanski Visoki politični šoli. Kot diplomirana politologinja je delovala v Zvezi Svobod in prosvetnih društev Slovenije, v sindikatih in Zvezi delavskih univerz Slovenije in se ukvarjala z izobraževanjem in kulturo delavcev, proučevala motiviranost za usposabljanje ob delu in o tem pisala. Kot podpredsednica Republiške konference SZDL (Socialistične zveze delovnega ljudstva Slovenije) (1979-83) se je največ posvečala družbenoekonomskemu in političnemu položaju kmetov in delavk v tovarnah. Prejela je Žagarjevo nagrado.